# Les Débrouillards
Les Débrouillards est d'abord un magazine de science pour les jeunes de 9 à 13 ans. Né au Québec sous le nom Je me petit-débrouille : journal du Club des petits débrouillards, puis simplement Je me petit-débrouille (alias JMPD), il porte le nom Les Débrouillards depuis janvier 1992. Aujourd'hui publié 11 fois par année (plus trois hors-série Sport Débrouillards et deux DébrouillArts, le magazine a engendré des livres, des CD, un site web, une émission de télévision et deux autres magazines, Les Explorateurs et Curium.

## Historique
Le nouveau magazine a fait ses premiers pas au sein d'une agence de presse scientifique née à Montréal en novembre 1978, l'Agence Science-Presse. Celle-ci envoyait à ses abonnés —essentiellement des médias québécois en région— un petit bulletin hebdomadaire, Hebdo Science, contenant des reportages et des nouvelles brèves que ces médias pouvaient réutiliser dans leurs pages ou en ondes. Le directeur de l'Agence, Félix Maltais, a eu l'idée dès l'automne 1979 d'y ajouter une chronique pour les jeunes. D'abord traduction d'une chronique produite par l'Ontario Science Center de Toronto, qui proposait surtout des expériences scientifiques simples à faire à la maison, cette chronique devient rapidement autonome, signée par un mystérieux Professeur Scientifix. Elle s'adresse aux "jeunes débrouillards" et prend le nom "Je-me-petit-débrouille".
Le succès de la chronique est tel qu'il est décidé l'année suivante d'en faire un livre, Le Petit débrouillard, rassemblant les meilleurs des textes de l'année écoulée. Illustré par Jacques Goldstyn, publié par les Presses de l'Université du Québec en mars 1981, c'est un succès de librairie: plus de 60 000 exemplaires vendus, un phénomène rarement égalé en vulgarisation scientifique au Québec. D'autres livres suivront: 66 expériences du professeur Scientifix (1982), Jardinez avec le professeur Scientifix (Québec Science Éditeur, 1982). Les personnages d'enfants créés par Jacques Goldstyn, deviennent des réguliers: Simon, Robert, Catherine, Caroline, Kim, Mathieu, puis un peu plus tard Van, Nadia, sans oublier la grenouille Beppo. Le Conseil du Développement du Loisir Scientifique (CDLS) se joint à l'aventure, créant le premier Club des Petits Débrouillards et la chronique devient un véritable bulletin périodique, Je-me-petit-débrouille, dont le premier numéro paraît en janvier 1982. Depuis, ces clubs et ces associations ont entretenu une mission d'initiation des jeunes à la science à travers des expériences scientifiques et des activités d'animation offertes aux écoles primaires, aux services de loisir municipaux, aux bibliothèques et aux CPE. 
L'idée essaime en France en 1984 puis dans plusieurs pays: Tunisie, Algérie, Maroc, Liban, République tchèque, République slovaque, Belgique, Allemagne, Russie, Mexique et Chili. Au Québec, la publication de livres se poursuit, autour des expériences qui sont devenues l'image de marque des Petits débrouillards, ou de thématiques (Les voyages fantastiques de Globulo). La chronique toujours diffusée par l'Agence Science-Presse est reprise par plusieurs médias québécois. Le magazine change de nom au début des années 1990 pour devenir Les Débrouillards, en même temps qu'une émission de télé du même nom est lancée à Radio-Canada, mettant en vedette Marie-Soleil Tougas et Grégory Charles. En France, le mouvement a conservé l'ancien nom de "Les petits débrouillards" et a publié des livres sous ce titre. 
En 1992, Le groupe français Bayard, déjà connu pour ses produits éducatifs comme J'aime lire et Pomme d'Api, crée de concert avec l'Agence Science-Presse et le CDLS une société indépendante, Publications BLD, qui poursuit la publication du magazine et des produits connexes. 
"C'est un mouvement, pas qu'un magazine", insiste Félix Maltais en entrevue en 2011. Et le mouvement a poursuivi son élan: il crée en novembre 2001 un nouveau magazine de science, pour les 6-9 ans cette fois, Les Explorateurs. Il se lance également dans la publication de numéros hors-série en 2006 qui acquièrent à leur tour une régularité, Sport Débrouillards et Débrouill'Arts. En août 2014, Publications BLD lance un troisième magazine, Curium, pour les 14-17 ans, soit la tranche d'âge suivant immédiatement Les Débrouillards. 
Les Débrouillards ont passé en 2012 le cap de leurs 30 ans en remportant le prix du magazine de l’année, de l’Association québécoise des éditeurs de magazines, ex æquo avec le magazine d'informations générales L’actualité.
Le 12 décembre 2014, le gouvernement du Québec annonce la fin de la subvention annuelle à Publications BLD, en même temps qu'il annonce la suppression d'une enveloppe de près d'un million qui permet la survie d'une demi-douzaine d'organismes de culture scientifique québécois, dont l'Agence Science-Presse et le magazine Québec Science. Après quelques jours d'agitation, la coupe est annulée. 
Félix Maltais, qui est toujours demeuré l'éditeur des Débrouillards puis de Publications BLD, annonce en 2016 qu'il prendra sa retraite l'année suivante. L'UQAM lui a décerné un doctorat honorifique en 2008. En 2016, l'éditrice adjointe et rédactrice en chef est Isabelle Vaillancourt.

## Émission de télévision
Les Débrouillards a également été, au Québec, le titre d'une émission de télévision diffusée du 7 septembre 1990 au printemps 1995, puis du 2 septembre 1998 au printemps 2001 à la Radio-Canada, et rediffusé depuis le 10 septembre 1992 sur Canal Famille (devenu VRAK.TV), et à l'automne 2001 sur TV5 et TFO.
Animée par Grégory Charles et Marie-Soleil Tougas de 1990 à 1995, elle a touché à la science sous tous ses aspects. Après le décès de Marie-Soleil Tougas, en août 1997, Grégory Charles a animé avec Karine Vanasse, Yan England, Cédric Pépin et Caroline Théroux de 1998 à 2001.

### Équipe télé
- Grégory Charles : animateur (1990-1995, 1998-2001)
- Marie-Soleil Tougas : coanimatrice (1990-1995)
- Sébastien Tougas : comédien (1990-1995)
- Johanne McKay : comédienne (1990-1995)
- Vincent Bolduc : comédien (1992-1995)
- Fanny Lauzier : comédienne (1992-1995)
- Guy Jodoin : comédien (1990-1995)
- Karine Vanasse : coanimatrice (1998-2001)
- Yan England : coanimateur (1998-2001)
- Caroline Théroux : coanimatrice (1998-2001)
- Cédric Pépin : coanimateur (1998-2001)

- Réalisation : Claude Boucher, Jean-Louis Coté (1990-1997), André Guérard, François Côté, Jacques Perrier